# Castell d'Empúries
Castell d'Empúries és un castell del municipi de l'Escala inclòs en l'Inventari del Patrimoni Arquitectònic de Catalunya.

## Descripció
Situat dins del nucli urbà de Sant Martí d'Empúries, al nord-oest de la població de l'Escala. Les restes estan situades al costat sud de la plaça Major.
El portal i el mur són els únics elements conservats de l'antic castell d'Empúries, situat prop de l'església. Les restes corresponen a un dels angles de l'edifici. El portal, elevat aproximadament un metre respecte del nivell del carrer, està format per tres arcs adossats: dos de punt rodó adovellats, de diferents dimensions (l'interior més petit) i separats per l'espai buit on es desplaçava el rastell, i un altre d'arc escarser també adovellat, situat a la part més interior. El mur, que hauria format part d'un edifici de planta rectangular, mesura aproximadament 1,5metres de gruix, i està bastit amb carreus de pedra ben regulars a les cares interna i externa, amb la part interior omplerta de pedres sense desbastar lligades amb morter de calç.

## Història
El castell d'Empúries data, segurament, dels segles XIII-XIV. Apareix documentat en diversos moments: en 1285 hi feu calar foc l'almirall francès Guillem de Lodeva, en el context de lluita dels francesos contra Pere el Gran; el 1328 consta l'esment del "castro de Impuriis", i el segle xv es troba documentat amb relació a la guerra civil catalana. El 1467 fou pres per les forces de Joana Enríquez, però l'any següent va haver de rendir-se al duc de Lorena. Després d'acabada la guerra, el rei Joan II va fer donació del castell a Pere de Torroella. El 1640 fou saquejat per les tropes de Felip IV amb altres possessions de la família Margarit, que s'havia enfrontat al rei castellà.
Es tracta, possiblement, de les restes del castell d'Empúries. Un petit castell, al cim del turó del poble de Sant Martí, es pot veure en un gravat francès del segle xix, que publicà Jaubert de Passa l'any 1823.